# Освалдо Біато Жуніор
Освалдо Біато Жуніор (Oswaldo Biato Junior) (12 вересня 1957, Буенос-Айрес) — бразильський дипломат. Надзвичайний і Повноважний Посол Бразилії в Києві (Україна) та в Молдові за сумісництвом.

## Біографія
Здобув вищу освіту в галузі економіки в Австралійському національному університеті в Канберрі (1981) та закінчив Дипломатичний інститут ім. Ріо Бранко при МЗС Бразилії (2007). Захистив дисертацію «Китайсько-бразильське стратегічне партнерство: Походження, еволюція та перспективи»
З 1981 року на дипломатичні службі в Міністерстві закордонних справ Бразилії: начальник відділу транспорту, комунікацій та послуг в 1994 році; начальник відділу Азії і Океанії у 2000 році; радник і міністр — радник в Пекіні в 2004; помічник генерального секретаря Форуму економічного співробітництва і торгівлі між Китаєм і португаломовними країнами — FEALAC.
З 2008 по 2011 — співробітник посольства Бразилії в Росії.
З 25 жовтня 2011 — 2014 роки — був Надзвичайним і Повноважним Послом Бразилії в Казахстані та за сумісництвом в Киргизстані і Туркменістані.
Був міністром і директором Департаменту Європи Міністерства закордонних справ Бразилії, де, відповідав за політичні відносини між Бразилією і 50 європейськими країнами, Європейським Союзом і Генеральним секретаріатом Іберо-американського саміту (SEGIB), в якому він є Генеральний координатор.
25 грудня 2015 року Україна надала агреман на призначення Освалдо Біато Жуніора послом в Україні.
З 2016 року Надзвичайний і Повноважний Посол Бразилії в Україні та в Молдові за сумісництвом.
29 серпня 2016 року вручив вірчі грамоти Президенту України Петру Порошенку.